# Suleiman II

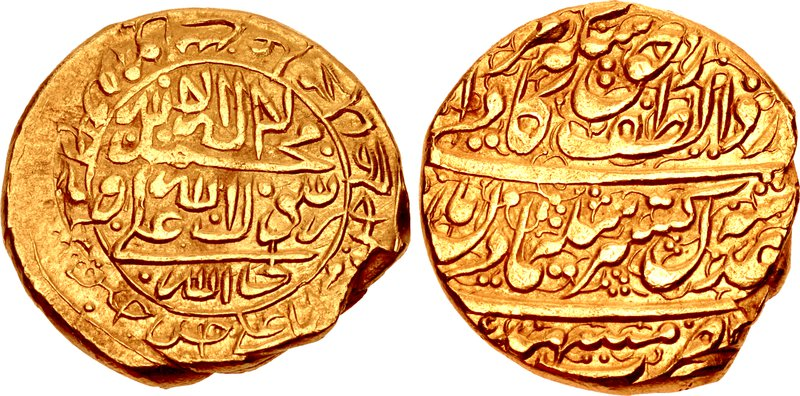
Gouden munt uitgegeven door Suleiman II

Suleiman II (Perzisch: شاه سلیمان) was de twaalfde sjah van de Safawieden, een dynastie die lange tijd heerste over Perzië (Iran). Suleiman regeerde van 1749 tot 1750. Zijn voorganger was Soltan Hoseyn I en zijn opvolger Ismail III.